# سفارت اوکراین در برلین
سفارت اوکراین در برلین (به آلمانی: Ukrainische Botschaft in Berlin) یک منطقهٔ مسکونی و نمایندگی سیاسی این کشور در آلمان است که در برلین واقع شده‌است.